# HeartCatch Pretty Cure! le film : Mission défilé à Paris
HeartCatch Pretty Cure! le film : Mission défilé à Paris (japonais : 映画 ハートキャッチプリキュア! 花の都でファッションショー…ですか!?) est sorti le 30 octobre 2010 au Japon.

## Résumé
Le long métrage suit le voyage des Precures en France où elles rencontrent un mystérieux garçon nommé Olivier, qui est manipulé par l'énigmatique antagoniste, le baron Salamander ; ce dernier cherchant à détruire Paris.

## Distribution

### Voix originales
- Nana Mizuki : Tsubomi Hanasaki/Cure Blossom
- Fumie Mizusawa : Erika Kurumi/Cure Marine
- Aya Hisakawa : Yuri Tsukikage/Cure Moonlight
- Hōko Kuwashima : Itsuki Myoudouin/Cure Sunshine
- Ikue Ōtani : Olivier
- Keiji Fujiwara : Baron Salamander
- Kokoro Kikuchi : Potpourri
- Motoko Kumai : Coffret
- Taeko Kawata : Chypre
- Chika Sakamoto : Kaoruko Hanasaki
- Hyousei : Sakura Kurumi
- Kōichi Tōchika : Ryuunosuke Kurumi
- Shizuka Itō : Momoka Kurumi

Source : animenewsnetwork.com

### Voix françaises
- Leslie Lipkins : Flora / Cure Blossom
- Léa Gabrielle : Erika / Cure Marine
- Dolly Vanden : Hana / Cure Sunshine
- Coralie Coscas : Sakura et Vivi

## Chansons
- Générique de début  : Alright! Heartcatch Precure! for the Movie - Aya Ikeda et les Heartcatch Cures (Nana Mizuki, Fumie Mizusawa, Hōko Kuwashima, Aya Hisakawa)
- Générique de fin : Tomorrow Song ~Ashita no Uta~ for the Movie - Mayu Kudo et les Heartcatch Cures

Note : Les génériques ont été doublés en français.

## Sortie française
Toei Animation s'est saisi du cadre parisien du long-métrage pour pouvoir proposer la franchise Pretty Cure au public français, notamment en organisant une projection en avant-première du film avec un doublage français, réalisé par Imagine sous la direction artistique d'Antoine Nouel, le 26 janvier 2011.
Le film et son doublage français n'ont pas été reproposés en France depuis sa première sortie.